# The Rolling Stones (ep)
The Rolling Stones is de eerste extended play (ep) van de Britse popgroep The Rolling Stones. De plaat werd op 10 januari 1964 in het Verenigd Koninkrijk uitgebracht. De plaat verscheen op een moment dat de groep al twee singles had uitgebracht, Come on en I wanna be your man. Kort na het uitkomen van de ep begonnen de opnamen voor de eerste langspeelplaat (lp) van de groep, die ook The Rolling Stones heette. Geen enkel nummer van de ep staat ook op de lp.

## Nummers
- A-kant:

1. Bye bye Johnny (Chuck Berry) – 2:09
2. Money (that's what I want) (Berry Gordy, Janie Bradford en Barrett Strong) – 2:31

- B-kant:

1. You better move on (Arthur Alexander) – 2:39
2. Poison ivy (Jerry Leiber & Mike Stoller) – 2:06

Bye bye Johnny en You better move on zijn op 8 augustus 1963 opgenomen in de studio van Decca in Londen. Money (that's what I want) is op 14 en 15 november 1963 gedeeltelijk in de studio van Decca en gedeeltelijk in de De Lane Lea Studios (allebei in Londen) opgenomen. Versie 2 van Poison ivy is op 14 november 1963 opgenomen in de studio van Decca. Dat is de versie die op de ep staat.
Bye bye Johnny en Money werden later op het verzamelalbum More hot rocks (big hits & fazed cookies) gezet (VS 1972, VK 1990). You better move on staat op het Amerikaanse album December's children (and everybody's). Poison ivy ten slotte was oorspronkelijk bedoeld als opvolger van Come on (met Fortune teller op de andere kant), maar die plaat is nooit uitgebracht. Van Poison ivy zijn twee versies opgenomen. Versie 1 werd voor het eerst uitgebracht op More hot rocks (big hits & fazed cookies). Toen deze dubbel-lp in 2002 opnieuw werd uitgebracht als dubbel-cd, werden drie bonustracks toegevoegd. Een daarvan was versie 2 van Poison ivy.

## Bezetting
De bezetting was:
- Mick Jagger - leadzang, tamboerijn
- Keith Richards - gitaar, zang
- Brian Jones - gitaar, mondharmonica, zang
- Charlie Watts - drums
- Bill Wyman - basgitaar, zang

## Britse EP's
In het Verenigd Koninkrijk zijn maar drie ep's van The Rolling Stones uitgebracht:
- januari 1964: The Rolling Stones
- augustus 1964: Five by five met If you need me, Empty heart, 2120 South Michigan Avenue, Confessin' the blues en Around and around
- juni 1965: Got live if you want it! met liveopnamen van Everybody needs somebody to love, Pain in my heart, Route 66, I'm moving on en I'm alright, plus We want the Stones, een spreekkoor van het publiek

The Rolling Stones werd uitgebracht in een groot aantal landen, waaronder Nederland, maar niet in de Verenigde Staten.
In 2004 werd de ep opnieuw uitgebracht op cd in de boxset Singles 1963-1965. Daarin is The Rolling Stones disc 3. In 2012 werd de ep in de VS uitgebracht op vinyl als speciale actie in het kader van Record Store Day.
In de Duitse Bondsrepubliek verscheen een eigen versie van de ep, Decca DX 2323. Money was hier vervangen door Good times, bad times. Ook de hoes was anders.

## Hitnoteringen
De ep werd een hit in het Verenigd Koninkrijk. Naast de UK Singles Chart en de UK Albums Chart bestond tussen maart 1960 en december 1967 een aparte UK EP Chart, Daar stond The Rolling Stones 42 weken genoteerd, waarvan 11 weken op de eerste plaats:
| UK EP Chart: 18-01-1964 t/m 13-02-1965 | UK EP Chart: 18-01-1964 t/m 13-02-1965 | UK EP Chart: 18-01-1964 t/m 13-02-1965 | UK EP Chart: 18-01-1964 t/m 13-02-1965 | UK EP Chart: 18-01-1964 t/m 13-02-1965 | UK EP Chart: 18-01-1964 t/m 13-02-1965 | UK EP Chart: 18-01-1964 t/m 13-02-1965 | UK EP Chart: 18-01-1964 t/m 13-02-1965 | UK EP Chart: 18-01-1964 t/m 13-02-1965 | UK EP Chart: 18-01-1964 t/m 13-02-1965 | UK EP Chart: 18-01-1964 t/m 13-02-1965 | UK EP Chart: 18-01-1964 t/m 13-02-1965 | UK EP Chart: 18-01-1964 t/m 13-02-1965 | UK EP Chart: 18-01-1964 t/m 13-02-1965 | UK EP Chart: 18-01-1964 t/m 13-02-1965 | UK EP Chart: 18-01-1964 t/m 13-02-1965 | UK EP Chart: 18-01-1964 t/m 13-02-1965 | UK EP Chart: 18-01-1964 t/m 13-02-1965 | UK EP Chart: 18-01-1964 t/m 13-02-1965 | UK EP Chart: 18-01-1964 t/m 13-02-1965 | UK EP Chart: 18-01-1964 t/m 13-02-1965 | UK EP Chart: 18-01-1964 t/m 13-02-1965 | UK EP Chart: 18-01-1964 t/m 13-02-1965 | UK EP Chart: 18-01-1964 t/m 13-02-1965 | UK EP Chart: 18-01-1964 t/m 13-02-1965 | UK EP Chart: 18-01-1964 t/m 13-02-1965 | UK EP Chart: 18-01-1964 t/m 13-02-1965 | UK EP Chart: 18-01-1964 t/m 13-02-1965 | UK EP Chart: 18-01-1964 t/m 13-02-1965 | UK EP Chart: 18-01-1964 t/m 13-02-1965 | UK EP Chart: 18-01-1964 t/m 13-02-1965 | UK EP Chart: 18-01-1964 t/m 13-02-1965 | UK EP Chart: 18-01-1964 t/m 13-02-1965 | UK EP Chart: 18-01-1964 t/m 13-02-1965 | UK EP Chart: 18-01-1964 t/m 13-02-1965 | UK EP Chart: 18-01-1964 t/m 13-02-1965 | UK EP Chart: 18-01-1964 t/m 13-02-1965 | UK EP Chart: 18-01-1964 t/m 13-02-1965 | UK EP Chart: 18-01-1964 t/m 13-02-1965 | UK EP Chart: 18-01-1964 t/m 13-02-1965 | UK EP Chart: 18-01-1964 t/m 13-02-1965 | UK EP Chart: 18-01-1964 t/m 13-02-1965 | UK EP Chart: 18-01-1964 t/m 13-02-1965 | UK EP Chart: 18-01-1964 t/m 13-02-1965 | UK EP Chart: 18-01-1964 t/m 13-02-1965 | UK EP Chart: 18-01-1964 t/m 13-02-1965 |
| Week:                                  | 1                                      | 2                                      | 3                                      | 4                                      | 5                                      | 6                                      | 7                                      | 8                                      | 9                                      | 10                                     | 11                                     | 12                                     | 13                                     | 14                                     | 15                                     | 16                                     | 17                                     | 18                                     | 19                                     | 20                                     | 21                                     | 22                                     | 23                                     | 24                                     | 25                                     | 26                                     | 27                                     | 28                                     | 29                                     | 30                                     | 31                                     | 32                                     | 33                                     | 34                                     | 35                                     | 36                                     | 37                                     | 38                                     | 39                                     | 40                                     | 41                                     | 42                                     | 43                                     | 44                                     |                                        |
| -------------------------------------- | -------------------------------------- | -------------------------------------- | -------------------------------------- | -------------------------------------- | -------------------------------------- | -------------------------------------- | -------------------------------------- | -------------------------------------- | -------------------------------------- | -------------------------------------- | -------------------------------------- | -------------------------------------- | -------------------------------------- | -------------------------------------- | -------------------------------------- | -------------------------------------- | -------------------------------------- | -------------------------------------- | -------------------------------------- | -------------------------------------- | -------------------------------------- | -------------------------------------- | -------------------------------------- | -------------------------------------- | -------------------------------------- | -------------------------------------- | -------------------------------------- | -------------------------------------- | -------------------------------------- | -------------------------------------- | -------------------------------------- | -------------------------------------- | -------------------------------------- | -------------------------------------- | -------------------------------------- | -------------------------------------- | -------------------------------------- | -------------------------------------- | -------------------------------------- | -------------------------------------- | -------------------------------------- | -------------------------------------- | -------------------------------------- | -------------------------------------- | -------------------------------------- |
| Positie:                               | 17                                     | 5                                      | 1                                      | 1                                      | 1                                      | 2                                      | 2                                      | 2                                      | 2                                      | 2                                      | 2                                      | 1                                      | 1                                      | 1                                      | 1                                      | 1                                      | 1                                      | 1                                      | 1                                      | 2                                      | 2                                      | 2                                      | 2                                      | 2                                      | 2                                      | 3                                      | 5                                      | 5                                      | 4                                      | 7                                      | 6                                      | 5                                      | 5                                      | 3                                      | 6                                      | 10                                     | 8                                      | 15                                     | 11                                     | 19                                     | –                                      | –                                      | 16                                     | 14                                     | uit                                    |

In andere hitlijsten, zoals die van de New Musical Express en die van Melody Maker, werden de verkoopresultaten van singles en ep's in één hitlijst bijgehouden. In The Melody Maker Single Charts kwam de ep The Rolling Stones tot nummer 20. In de NME Singles Chart was het verloop als volgt:
| NME Singles Chart: 18-01-1964 t/m 28-03-1964 | NME Singles Chart: 18-01-1964 t/m 28-03-1964 | NME Singles Chart: 18-01-1964 t/m 28-03-1964 | NME Singles Chart: 18-01-1964 t/m 28-03-1964 | NME Singles Chart: 18-01-1964 t/m 28-03-1964 | NME Singles Chart: 18-01-1964 t/m 28-03-1964 | NME Singles Chart: 18-01-1964 t/m 28-03-1964 | NME Singles Chart: 18-01-1964 t/m 28-03-1964 | NME Singles Chart: 18-01-1964 t/m 28-03-1964 | NME Singles Chart: 18-01-1964 t/m 28-03-1964 | NME Singles Chart: 18-01-1964 t/m 28-03-1964 | NME Singles Chart: 18-01-1964 t/m 28-03-1964 | NME Singles Chart: 18-01-1964 t/m 28-03-1964 |
| Week:                                        | 1                                            | 2                                            | 3                                            | 4                                            | 5                                            | 6                                            | 7                                            | 8                                            | 9                                            | 10                                           | 11                                           |                                              |
| -------------------------------------------- | -------------------------------------------- | -------------------------------------------- | -------------------------------------------- | -------------------------------------------- | -------------------------------------------- | -------------------------------------------- | -------------------------------------------- | -------------------------------------------- | -------------------------------------------- | -------------------------------------------- | -------------------------------------------- | -------------------------------------------- |
| Positie:                                     | 28                                           | 19                                           | 19                                           | 24                                           | 20                                           | 15                                           | 18                                           | 20                                           | 26                                           | 27                                           | 30                                           | uit                                          |